# 尼古拉·扎莱夫斯基
尼古拉·扎莱夫斯基（波蘭語：Nicola Zalewski；2002年1月23日—），波兰职业足球员，司职左边锋，现效力意甲球队阿特蘭大、波蘭國家足球隊。

## 個人經歷
沙利斯基出生在蒂沃利，父母是波蘭人，在波利長大。他有一個姐姐Jessica，生於1992年。他的父親Krzysztof Zalewski於2021年9月24日去世。
沙利斯基的足球生涯开始于罗马青年队。
2021年5月9日，他在主場對陣克羅托內的比賽中首次代表羅馬出場，參加意甲比賽。
2021年12月29日，罗马宣布他的合同已经延长到2025年。
2025年6月23日，国际米兰正式行使買斷選擇權，使此轉會永久生效。

## 國家隊生涯
沙利斯基出生於意大利蒂沃利，但沒有意大利公民身份。他被波蘭足協主席、前羅馬球員日比格涅夫·博涅克發掘後，入選波蘭國家隊青訓。他於2021年9月5日在對陣聖馬力諾的2022年世界盃預選賽中首次代表波蘭國家足球隊出場，他在第66分鐘替補出場，並在第94分鐘助攻亞當·布克薩破門，幫助波蘭隊以7-1獲勝。
2022年11月，沙利斯基入選波蘭國家足球隊的2022年國際足總世界盃大名單。11月22日，沙利斯基在對陣墨西哥的2022年國際足總世界盃中達成在世界盃正賽的首秀。
2024年6月7日，扎萊夫斯基被徵召參加2024年歐洲足球錦標賽。三天後，他在與土耳其的友誼賽中攻入了代表波蘭隊的首個進球，他在第90分鐘從邊路帶球突破兩名防守球員並在禁區內射門，將最終比分定為2-1。

## 荣誉

### 俱樂部
羅馬
- 歐足聯歐洲協會聯賽：2021–22[11]

### 個人
- 欧洲金童奖 (網路票選)：2022年[12]
- 波蘭年度最佳新人：2022年[13]

## 外部連結
- Soccerway資料庫：尼古拉·扎莱夫斯基